# 신양항 (서귀포시)
신양항은 제주특별자치도 서귀포시 성산읍 신양리에 위치한 어항이다. 1993년 9월 22일 지방어항으로 지정되었다. 관리청은 제주특별자치도, 시설관리자는 제주시장이다.

## 어항 연혁
이 마을은 조선조 말엽인 서기 1894년에 어로행위를 생활의 근간으로 하는 이들은 『고성리』에서 내려와 움막을 짓고 거주하기 시작한 것이 설촌의 시초였다. 서기 1909년에는 『고성리』에 둔 조합장이 행정을 관장하였고 1915년 일제에 의해 도제(島制)가 실시되면서 정의면 고성리라 하였다 이 마을은 머리쪽은 막히고 밑은 터졌다고 하여 『방두포(房斗浦)』라고 했고 주민들은 <방뒤 >라 불렀는데 해방이 됨과 아울러 새로 떠오르는 태양과 같은 마을, 또 금방 떠오른 새 해를 가장 먼저 맞이하는 마을이라 하여 『신양리로 바꾸어 오늘날에 이른다.

## 어항 구역
- 수역: 기존 방파제 기부로부터 남측으로 180m 떨어진 지점의 돌출암을 기점으로 이지점에서 정동으로 410m지점(해상), 이지점에서 정북으로 210m(해상), 이 지점에서 북서방향(40°)으로 육지부와 연결하는 선내의 수역
- 어항구역면적: 156,00m2, 항내수면적: 27,000m2

## 어항 시설
방파제 330m, 물양장 245m, 호안 100m, 선착장 232m